# Lohmannia javana
Lohmannia javana är en kvalsterart som beskrevs av Balogh 1961. Lohmannia javana ingår i släktet Lohmannia och familjen Lohmanniidae.

## Underarter
Arten delas in i följande underarter:
- L. j. javana
- L. j. interrupta